# Gimnastyka sportowa na Letnich Igrzyskach Olimpijskich Młodzieży 2010 – ćwiczenia na równoważni dziewcząt
Ćwiczenia wolne chłopców na I Letnich Igrzyskach Olimpijskich Młodzieży odbył się w dniu 22 sierpnia 2010. Do zawodów przystąpiło 8 zawodniczek, które otrzymały najwyższe noty za ćwiczenia na równoważni w kwalifikacjach wieloboju. 

## Finał
| Pozycja | Zawodnik         | Wynik D | Wynik E | Kara | łącznie |
|         | Tan Sixin        | 6.300   | 9.250   | -    | 15.550  |
|         | Carlotta Ferlito | 5.800   | 9.025   | -    | 14.825  |
|         | Angela Donald    | 6.600   | 8.450   | -    | 14.450  |
| 4       | Ana Gómez Porras | 5.600   | 8.500   | -    | 14.100  |
| 5       | Harumy Freitas   | 5.100   | 8.350   | -    | 13.450  |
| 6       | Alina Krawczenko | 4.700   | 8.100   | -    | 12.800  |
| 7       | Wiktorija Komowa | 5.400   | 6.600   | -    | 12.000  |
| 8       | Jonna Adlerteg   | 4.700   | 7.125   | -    | 11.825  |